# Fujiwara no Arihira
Fujiwara no Arihira (藤原在衡, também conhecido como Awata Sadaijin, 892 – 970), foi um nobre membro da Corte, estadista e político durante o Período Heian da História do Japão.

## Vida
Arihira era membro do Ramo Hokke do Clã Fujiwara. Foi filho do monge Nyomu, Sōjō (sacerdote-chefe) de Kofuku-ji e adotado por seu tio mais velho Fujiwara no Ariyoshi (governador de Tajima), que por sua vez era neto de Fujiwara no Yamakage, sendo todos descendentes de Fujiwara no Uona.

## Carreira
Arihira serviu aos seguintes imperadores: Daigo (913 – 930), Suzaku (930 – 946), Murakami (946 – 967), Reizei (967 – 969) e En'yū (969 – 970).
Arihira se tornou Monjōsei (formado em literatura e história pela Universidade Imperial) em 913, aos 22 anos de idade, no governo do Imperador Daigo. Em 917 foi nomeado Bizen-jō (auxiliar do governador da província de Bizen). Em 919 foi nomeado shōnaiki (auxiliar administrativo) do Chūmushō (Ministério do Centro).
Um fato importante que ocorreu quando Arihira ocupava o posto de shōnaiki foi em 7 de julho de 919, quando o Imperador Daigo ordenou que ele e Minamoto no Kintada fizessem uma explanação sobre o Hokkekyo (Sutra do Lótus, que fora lido pelo Imperador e pelo monge Tendai Zomyo, o décimo Sōjō de Enryaku-ji). Dois dias antes Zomyo fora convidado por Daigo para realizar uma cerimônia no Jijūden do Palácio, na ala ocidental, na qual ele ouviu as explicações sobre o Kongō-hannya-haramitsu-kyō (Sutra do Diamante). Em 30 de junho celebrou-se o Nin'nō kyō (sutra do rei benevolente), executada por cem sacerdotes sob a direção de Zomyo, no interior do Daigokuden (O Grande Salão de Audiências de Daigo), fatos esses que colaboraram para o avanço da seita Tendai.
Ainda no governo de Daigo, Arihira trabalhou como oficial de sexto escalão no Gyōbushō (Ministério das Finanças), no Daigaku-ryō (Universidade Imperial), no Kurōdodokoro e no Shikibu-shō (Ministério da Educação), passando depois a oficial de quinto escalão no Kurōdodokoro.
Em 930, no reinado do Imperador Suzaku, Arihira assumiu o cargo de oficial de quinto escalão no Shikibu-shō (Ministério da Educação). Em 938 Arihira foi nomeado Ben-kan (assessor jurídico de quarto escalão) no Daijō-kan; e em 30 de novembro de 939, a Sachūben (assessor do Sadaijin).
Quando ocupava esta função, Arihira fora enviado para o Yuima-e (um evento religioso familiar em memória de Fujiwara no Kamatari, o fundador do Clã) como um emissário imperial. Quando voltou a Kyoto do Yuima-e, Arihira elogiou o desempenho do monge Tendai Ryōgen nos debates para o Daijō Daijin Tadahira. Tadahira ficou impressionado e convidou Ryōgen para oficializar uma cerimonia em seu escritório; após isso a popularidade de Ryōgen cresceu muito na corte.
Em 941 Arihira foi promovido a Sangi e a partir de 943 passou a concomitantemente assumir o cargo de Mamoru Bitchu (governador da Província de Bitchū).
Em 13 de março de 948, no reinado do Imperador Murakami, Arihira foi promovido a Chūnagon; e em 15 de setembro de 960, com o falecimento de Fujiwara no Motokata, foi indicado a Dainagon. Em 26 de março de 969 Arihira foi nomeado Udaijin; e em 27 de janeiro de 970 promovido a Sadaijin, cargo que ocupa por poucos meses até seu falecimento.
| Precedido por Fujiwara no Morotada | 28º Sadaijin (970)    | Sucedido por Minamoto no Kaneakira |
| Precedido por Fujiwara no Morotada | 48º Udaijin (969-970) | Sucedido por Fujiwara no Koretada  |